# ゼロックス・リミテッド

ランク・ゼロックス時代のロゴ

ゼロックス・リミテッド (Xerox Limited) は、アメリカ合衆国のゼロックス社のイギリス現地法人の100%子会社である。
1956年にゼロックスとイギリスのランク・オーガニゼーションとの合弁会社・ランク・ゼロックス（Rank Xerox）として設立され、当初はヨーロッパでゼロックス製品の製造・販売を行い、後にアフリカやアジアがそれに加わった。日本で、富士フイルムとの合弁により富士ゼロックス（現 富士フイルムビジネスイノベーション）を設立した。
1997年にゼロックスの完全子会社となり、ゼロックス・リミテッドに改称された。

## 歴史
1956年、ランク社は、カメラレンズを製造する小さな事業と並行して、製品を探していた。事業部長のトーマス・ローは、たまたま手にした科学雑誌で、「原本と同じようにコピーが取れる」という発明に関する記事を読んだ。ローは、その発明が、ニューヨーク州ロチェスターにある無名の写真用品メーカー、ハロイド・フォトグラフィック（Haloid Photographic、後のゼロックス）によるものであることを突き止めた。
ハロイド社とランク社はイギリスにランク・ゼロックスという合弁会社を設立した。ランク社は60万ポンドを出資して、この会社の50%の株式を取得した。これにより、イギリスにゼロックスの工場ができ、ヨーロッパでの販売体制が整い、ゼロックス機の販売が開始された。コピー機が世界を席巻すると、ランク社の収益も上がった。後にランク社の最高経営責任者となったグレアム・ダウソンは「あれは運が良かっただけでなく、天才的な才能を発揮したのです。トム・ローがあの雑誌を見ていなかったら、我々はゼログラフィーを知らなかったでしょう」と語っている。
1962年、日本の富士写真フイルムとの合弁により、日本に販売・製造拠点を設立し、社名を富士ゼロックス（現 富士フイルムビジネスイノベーション）とした。1983年には、インドのモディグループとの合弁により、インド亜大陸でのゼロックス製品の製造販売を行うモディ・ゼロックス（現 ゼロックス・インド）が設立された。
1968年、ランク・ゼロックスは、ナイジェル・フォルクスの下で、鉄のカーテンの向こう側で、コピー機をレンタルするのではなく販売するというマーケティング・コンセプトを打ち出し、ゴードン・S・プランナーを東方輸出事業部長に任命した。東欧でのコピー機の販売は急速に伸びた。1973年には、ランクゼロックスのコピー機を展示するために特注の列車を使ったユニークなマーケティング・コンセプトが展開された。この列車は東欧9か国を巡回し、300万ポンド以上の受注を獲得した。
1980年代には、常務取締役のローランド・E・マグニンが、同社をゼロックスの国際部門に成長させた。その後、マグニンはゼロックス本社に移り、トップディレクターの一人として同社の地方分権化プログラムを担当した。
当初の合弁比率はゼロックス50%、ランク50%だったが、数年後には60:40に変更された。その後、ゼロックスはさらに株式を購入して80:20とした。1997年10月に、ランク社が保有する残りの20%の株式を9億4000万ポンドで買収し、完全子会社とした。買収後、ランク・ゼロックスはゼロックス・リミテッドに改称され、ランク・ゼロックス・リサーチ・センターはゼロックス・リサーチ・センター・ヨーロッパに改称された。

## 沿革
- 1956年 - 設立
- 1962年 - 富士フイルムとの間に富士ゼロックス（現:富士フイルムビジネスイノベーション）を合弁。
- 1990年 - オーストラリアなどの営業権を富士ゼロックスが取得。
- 1997年10月、ゼロックス社の100%子会社となり、社号をゼロックス・リミテッドに変更。

## 大衆文化において
イタリアの漫画家ステファノ・タンブリーニとタニノ・リベラトーレの漫画「ランゼロックス」(RanXerox)の名前は、ランク・ゼロックスから取られた。